# Неёлово (Смоленская область)
Неелово    — деревня  в  Смоленской области России,  в Сафоновском районе. Население — 9 жителей (2007 год).  Расположена в центральной части области  в 12 км к северу от города Сафонова,  в 13 км севернее автодороги М1 «Беларусь».  В 3,5 км восточнее деревни железнодорожная станция Вадино на линии Дурово — Владимирский Тупик.  Входит в состав Вадинского сельского поселения.  

## История
В годы Великой Отечественной войны деревня была оккупирована гитлеровскими войсками в сентябре 1941 года, освобождена в 1943 году.

## Известные уроженцы
- Епископ Феофилакт (Моисеев).